# 敬僖皇后
敬僖皇后唐括氏（11世紀—？），金康宗完顏烏雅束妻。
唐括氏事跡不詳，只知於遼大康九年（1083年）生有一子楚王謀良虎即完顏宗雄。於天會十五年（1137年），金熙宗追上諡號為敬僖皇后。

## 延伸阅读
[在维基数据编辑]
 《金史·卷63》，出自脱脱《遼史》